# Isaiah Brown
Isaiah Jay Brown (* 1. ledna 1997) je anglický fotbalový útočník nebo křídlo, který momentálně hostuje ve Vitesse z anglického prvoligového klubu Chelsea FC.
Brown také nastupuje za anglickou fotbalovou reprezentaci do 19 let.

## Klubová kariéra

### West Bromwich Albion
Na lavičce A-týmu se poprvé objevil 2. března 2013 proti Chelsea, do zápasu se však nedostal.
Za Albion debutoval 4. května 2013 v Premier League proti Wiganu Athletic, když na poslední 4 minuty nahradil Youssoufa Mulumbu a stal se tak 2. nejmladším hráčem v historii Premier League (16 let a 117 dní).
27. července 2013 přestoupil do Chelsea FC.

### Chelsea

#### 2013/14
Za Chelsea U21 debutoval 8. srpna 2013 proti Tottenham Hotspurs U21. V 87. minutě vstřelil svůj první gól a snížil tak celkový stav na 2:4 ve prospěch Spurs. Celkem nastřílel v 17 zápasech U21 Premier League 8 gólů a připsal si 4 asistence.

#### 2014/15
Svůj první gól za A-tým Chelsea vstřelil 16. července 2014 v přátelském zápasu proti čtvrtiligovému Wycombe Wanderers (výhra 5:0, Brown se trefil dvakrát). 28. října se objevil poprvé na lavičce A-týmu při soutěžním utkání v Capital One Cupu proti Shrewsbury Town, do zápasu ale nenastoupil (výhra 2:1, postup do čtvrtfinále).
3. února 2015 byl připsán spolu s Rubenem Loftus-Cheekem na soupisku A-týmu.

13. dubna vyhrál spolu s Chelsea FC U19 UEFA Young League 2014/15. Brown nastupoval za U19 jako kapitán. Chelsea ve finále porazila Šachtar Doněck 3:2 a stala se tak druhým výhercem této soutěže. Isaiah Brown vstřelil ve finále 2 góly. Celkem v UEFA Young League 2014/15 startoval v 10 utkáních a připsal si 4 góly a 5 asistencí.

V seniorském týmu Chelsea FC debutoval 18.5.2015 proti svému mateřskému klubu West Bromwich Albion (Chelsea v té době měla titul jistý). Na hřiště přišel v 79. minutě (prohra 0:3). 

### Vitesse Arnhem
V červenci 2015 jej Chelsea uvolnila na roční hostování do nizozemského klubu Vitesse, s nímž udržuje úzkou spolupráci.